# Libnotes (Libnotes) nohirai
Libnotes (Libnotes) nohirai is een tweevleugelige uit de familie steltmuggen (Limoniidae). De soort komt voor in het Palearctisch gebied.